# ケルントナー通り

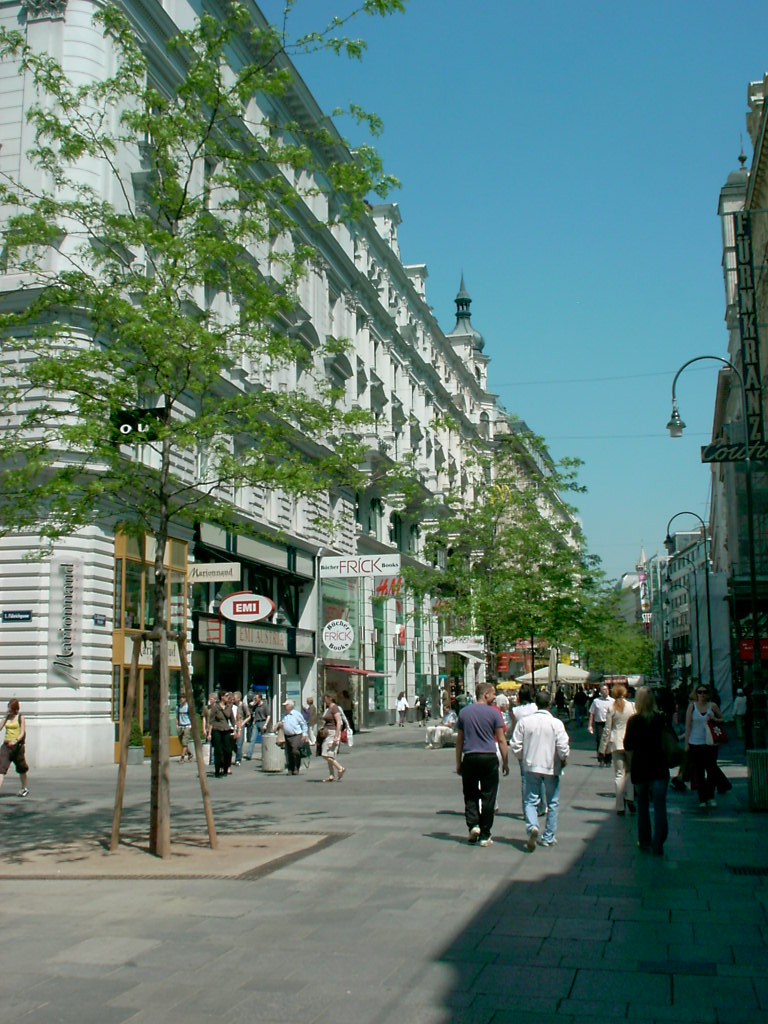
ケルトナ―通り

ケルントナー通り (ケルントナーどおり、Kärntner Straße) は、オーストリアの首都ウィーン市の中心部にある通りの一つ。カールスプラッツからウィーン国立歌劇場の横を通ってシュテファン大聖堂に至る。地下には地下鉄U1線が通っている。北半分は歩行者天国となっており、カフェやさまざまな店が立ち並ぶウィーン随一の目抜き通りの一つとなっている。ザッハトルテで有名なホテル・ザッハー (Hotel Sacher) もこの通り沿いにある。

## 歴史
元々は現在の国立歌劇場の付近に設置されていた城壁の門 (ケルントナー門) と街の中心とを結ぶ通りであった。中世にはすでに存在していたことがわかっており、1257年の文献でケルントナー通りに関する記述を確認することができる。ケルントナー門からはケルンテン州を経由してヴェネツィアやトリエステへと向かう道が延びており、南方との交易に重要な役割を果たしていた。19世紀後半にほぼ現在のような姿になった。

## みどころ
- ウィーン国立歌劇場
- シュテファン大聖堂
- ホテル・ザッハー
- アメリカンバー

座標: 北緯48度12分16.1秒 東経16度22分14.2秒 / 北緯48.204472度 東経16.370611度